# Blohm & Voss BV 238
Le Blohm & Voss BV 238, mis au point en 1944, est un hydravion à coque d'une envergure de 60,17 mètres. C'est le plus lourd et le plus grand avion jamais produit par les forces de l'Axe pendant la Seconde Guerre mondiale.
Un seul exemplaire et deux prototypes incomplets furent produits. Cet exemplaire, au mouillage sur le Schaalsee (« lac Schaal »), fut attaqué et coulé par trois P-51 Mustang en septembre 1944.